# Districte de Mitrovica
El districte de Mitrovica, també anomenat districte de Kosovska Mitrovica, (en albanès: Rajoni i Mitrovicës; en ciríl·lic serbi: Косовскомитровачки округ, romanitzat: Kosovskomitrovački okrug) és un dels set districtes de Kosovo. El seu centre administratiu i la ciutat més gran és Mitrovica. El districte limita amb el Districte de Pejë al sud-oest, el districte de Pristina al sud i l'est, i Sèrbia al nord i nord-oest.